# 弗拉基米爾·安東諾夫-奧弗申柯
弗拉基米爾·亞歷山德羅維奇·安東諾夫-奧弗申柯（俄語：Владимир Александрович Антонов-Овсеенко；1883年3月9日—1938年2月10日），乌克兰裔布尔什维克领导人、外交官，俄国内战乌克兰红军总司令。

## 生平
1902年加入俄国社会民主工党，在军校毕业生中发展组织。1905年俄国革命时在新亚历山大发动起义后被捕，后逃往维也纳，加入孟什维克。5月再次返回圣彼得堡担任社会民主工党委员会军事支部主席，1906年再次被捕。再次越狱后在克里米亚发动暴动，被捕被判处死刑，后减刑为西伯利亚20年徒刑。
1907年逃回莫斯科躲避三年。1910年逃往普鲁士，后被驱逐出境至法国巴黎。一战后，安东诺夫-奥夫谢延科与孟什维克决裂，加入托洛茨基，与其一同编辑报纸《我们的话》。1917年11月十月革命领导了占领冬宫的行动。1928年在谢尔盖·米哈依洛维奇·爱森斯坦的电影《十月：震撼世界的十天》中出演自己。革命后加入陆军人民委员部，担任乌克兰红军总司令，领导与德军、白军作战，与图哈切夫斯基运用化学武器镇压坦波夫起义。1922年反对新经济政策，领导红军总政治部。1923年末前往中国任职。1924年因支持托洛茨基遭斯大林开除出中央委员会。1925年前往捷克斯洛伐克。1927年被开除出党，1928年重新入党，后前往波兰任职。1934年担任公诉人员，参与第一次莫斯科审判。西班牙内战期间担任驻巴塞罗那总领事，参与援助西班牙共和政府和镇压马克思主义统一工人党的行动。1937年8月回国，短暂出任苏俄司法部长后被捕。
1938年2月被枪决。1956年平反。儿子安東·安東諾夫-奧弗申柯为历史学家、作家。